# 朱綬光

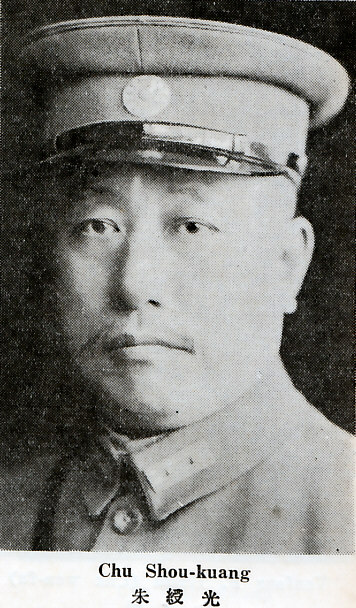
《中国名人录（第四版）》中的朱绶光照片

朱绶光（1886年—1948年2月14日），字蘭蓀，湖北襄阳人，生于福建，中华民国军事将领。

## 生平

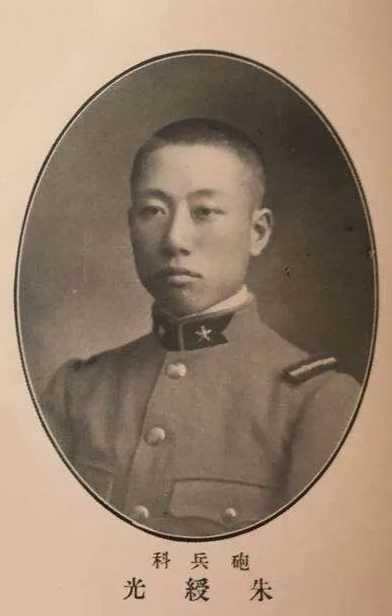
留学日本陆军士官学校时的朱绶光

其父朱蕴珊，翰林出身，任职于福建时，朱绶光出生。朱家为襄阳望族，诗书传家。朱绶光自幼学习经史。早年毕业于湖北将弁学堂。1904年，获官费赴日本留学。起初入振武学校，后来入陆军士官学校第6期步兵科，和阎锡山同为第6期学生。1905年，朱绶光结识孙中山，并加入中国同盟会，成为中国同盟会最早的会员之一。随后，朱绶光、阎锡山、程潜、黄郛、李烈钧等28人成立了“铁血丈夫团”。1909年，朱绶光自陆军士官学校炮兵科毕业。毕业归国后，朱绶光任保定陸軍軍官学校教習。
1911年辛亥革命爆发，10月，朱绶光任江苏都督府军械处处长，随江蘇都督程德全参与光复南京的战斗。不久，升任军政司司长。1914年，朱绶光出任保定陆军大学兵学教官。1917年辞职赴日本，入日本陆军大学校学习。毕业后归国。
1925年2月，朱绶光应阎锡山的邀请，出任山西督办公署顾问，并负责创办山西陆军辎重教练所。抵达山西之后，朱绶光经过半年奋斗，完成了教练所的筹建。山西陆军辎重教练所是培养陆军后勤保障人员的教育机关，朱绶光兼任所长，1925年暑假招生并开学，学制两年，1927年、1929年分别毕业两批共600多名学生。

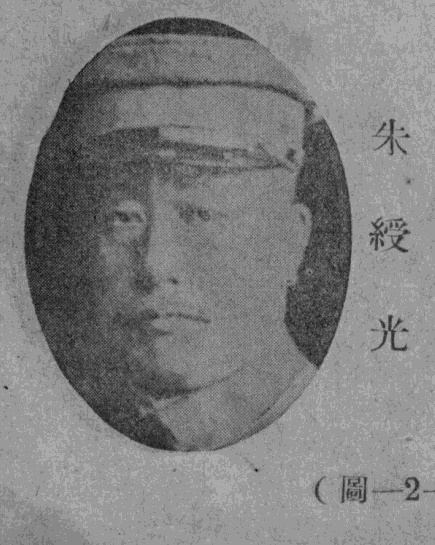
朱绶光

来到山西后，朱绶光任山西督办公署参谋长。1924年（民国13年）11月，曾短期出任北京政府陸軍部軍械司司長。阎锡山出任北方国民革命军总司令后，朱绶光改任总司令部参谋长。1927年（民国16年）6月，阎锡山改任国民革命军第三集团军总司令后，朱绶光改任第三集团军参谋长。朱绶光参加了两次北伐讨伐奉系的战役。1928年6月，朱绶光任平津衛戌司令部参謀兼中国国民党中央政治会議北平政治分会委員。此外，他还出任河北省政府委員。1929年2月，朱绶光被任命为国民政府编遣委员会经理部副主任，代行主任职权。1929年（民国18年）8月，被任命为国民政府軍政部政務次長。1930年10月之后的数月间，代理軍政部部長。
中原大战爆发时，朱绶光正在因病休养，故未参与。1932年2月，阎锡山复出。经阎锡山邀请，1932年3月，朱绶光任太原绥靖公署参谋长兼晋绥军事整理委员会常务委员。1936年1月22日，朱绶光获南京国民政府授中将军衔。1937年4月10日，加上将衔。
1937年8月，阎锡山出任第二战区司令长官，朱绶光由太原绥靖公署参谋长转任第二战区司令长官部参谋长。此后，朱绶光先后参加了大同会战、忻口会战、太原保卫战的参谋，并亲赴晋北指挥作战，后来转战晋南。1938年2月，民族革命同志会成立，朱绶光被阎锡山指定为第一届高级干部委员13人之一。此后，朱绶光奉阎锡山之命，赴陕西三原驻扎，督办第二战区各军的接济。三原毗邻西安，是胡宗南的辖区，也是第二战区主要的粮饷补给地区。
1939年6月，伊克昭盟与日军仅隔黄河相持，驻归绥、包头的日军第101战车师团准备进攻中国西北地区。为使绥蒙地区获得安定，减轻甘肃、宁夏、青海的压力，重庆国民政府决定成立“绥远省境内蒙古各盟旗地方自治指导长官公署”，阎锡山兼任指导长官，朱绶光任副指导长官。阎锡山不实际到任，朱绶光以副指导长官之职主持一切。朱绶光在陕西榆林设立了长官公署。1941年12月，太平洋战争爆发，日军无力再进攻绥蒙。1942年，“绥远省境内蒙古各盟旗地方自治指导长官公署”奉令撤销，朱绶光卸任并返回第二战区。
1944年1月，朱绶光南归。1946年（民国35年），获任命为国民政府军事委员会国防部上将参议官。同年，当选制憲国民大会代表。1947年9月，被中国国民党六届四中全会推荐为中央監察委員。
1948年2月14日，朱绶光因突发脑溢血而在武汉寓所病逝，享年62岁。